# Tormenta tropical Hermine (2010)
La tormenta tropical Hermine fue un ciclón tropical con intensidad cercana a un huracán que provocó inundaciones generalizadas desde Guatemala hacia el norte, hasta Oklahoma, a principios de septiembre de 2010. Hermine fue el único ciclón tropical conocido que cruzó la cuenca del Atlántico Norte durante la era de los satélites. Aunque recibió su nombre en el oeste del Golfo de México, Hermine se formó directamente a partir del área de baja presión remanente asociada con la efímera depresión tropical Once-E en el Pacífico Oriental. A lo largo de su ciclo de vida, la tormenta causó 52 muertes directas y aproximadamente $740 millones en daños a cultivos e infraestructura, principalmente en Guatemala. La depresión tropical precursora se formó el 3 de septiembre en el Golfo de Tehuantepec y alcanzó la intensidad de una tormenta tropical antes de tocar tierra cerca de Salina Cruz, México, al día siguiente. Aunque la depresión se debilitó rápidamente hasta convertirse en un sistema de baja presión remanente, la perturbación cruzó el Istmo de Tehuantepec y se dirigió hacia el norte, hacia las cálidas aguas del Golfo de México, donde se reorganizó nuevamente en ciclón tropical el 5 de septiembre. Allí, el sistema se fortaleció rápidamente hasta convertirse en tormenta tropical y recibió el nombre de Hermine antes de tocar tierra cerca de Matamoros, México, el 7 de septiembre como tormenta tropical de alta intensidad. Durante los días siguientes, Hermine se debilitó a medida que avanzaba sobre las llanuras del sur de Estados Unidos, disipándose finalmente sobre Kansas el 10 de septiembre.
En el Pacífico Oriental, la Depresión Tropical Once-E, junto con la humedad de un flujo monzónico, provocó lluvias torrenciales en el sur de México y Guatemala. Al menos 84 personas murieron en ambos países y los daños superaron los $500 millones. En el norte de México, los efectos de la tormenta tropical Hermine fueron limitados. Más al norte, graves inundaciones afectaron amplias zonas de Texas y Oklahoma, causando la muerte de ocho personas y pérdidas por al menos $240 millones de dólares. A pesar de las muertes y los daños, el nombre Hermine no fue retirado.

## Historia meteorológica
En agosto de 2010, una onda tropical en el Atlántico oriental contribuyó a la formación del huracán Danielle; Danielle finalmente siguió rumbo al oeste y luego al norte antes de disiparse al sur de Terranova después de diez días. Sin embargo, la porción sur de la perturbación se desvinculó del desarrollo de Danielle y siguió hacia el oeste hasta el norte de Sudamérica, llegando al Pacífico oriental el 29 de agosto. La actividad de tormentas eléctricas estuvo confinada sobre América Central hasta el 2 de septiembre, cuando se desarrollaron lluvias sobre y alrededor del Golfo de Tehuantepec. El Centro Nacional de Huracanes (NHC) evaluó por primera vez una baja probabilidad de ciclogénesis tropical a las 00:00 UTC del día siguiente.
A lo largo del 3 de septiembre, la perturbación se desarrolló rápidamente en el golfo antes de que se detectara una circulación de viento en la superficie debajo del sistema; por lo tanto, el Centro Nacional de Huracanes (NHC) designó al sistema en desarrollo como una depresión tropical a las 18:00 UTC de ese día cuando la tormenta estaba a 115 millas (185 km) al sureste de Salina Cruz, México. Después de su formación, Eleven-E se movió lentamente hacia el noroeste y desarrolló una banda de lluvia interna bien pronunciada a última hora del 3 de septiembre.A las 06:00 UTC del día siguiente, la depresión alcanzó su punto máximo con vientos de 55 km/h (35 mph) antes de tocar tierra una hora más tarde al este de Salina Cruz. La apariencia organizada del ciclón en el radar, que incluía un ojo primordial en desarrollo, sugirió que la depresión tenía una intensidad cercana a la de una tormenta tropical en el momento de tocar tierra. Un barco documentó vientos con fuerza de tormenta tropical durante este período, pero como se encontraban bastante alejados de la tormenta, se cree que estos vientos más fuertes estaban asociados con un flujo monzónico cercano. Tras adentrarse tierra adentro, la depresión se deterioró rápidamente y se convirtió en una zona de baja presión remanente a las 18:00 UTC del 4 de septiembre sobre el Istmo de Tehuantepec.
Aunque el terreno montañoso de Oaxaca y Chiapas alteró considerablemente la organización de la Depresión Tropical Once-E y provocó su desaparición, las circulaciones de nivel medio y bajo del exciclón permanecieron intactas al adentrarse en la Bahía de Campeche. Se produjo una nueva e intensa convección tan pronto como el vórtice regresó a aguas abiertas el 4 de septiembre, horas después de la desclasificación de Once-E. Al día siguiente, la zona de tormentas, inicialmente desorganizada, se fusionó nuevamente en una depresión tropical en el sur de la Bahía de Campeche a las 18:00 UTC del 5 de septiembre. Doce horas después de su formación, el Centro Nacional de Huracanes (CNH) elevó el sistema a tormenta tropical tras los informes concluyentes de una boya cercana. Como resultado, el ciclón tropical recibió el nombre de Hermine. La intensificación constante continuó a medida que Hermine se acercaba a la frontera entre Texas y México. La actividad de tormentas eléctricas aumentó durante la mañana del 6 de septiembre a medida que continuaban envolviendo el centro de la tormenta. Más tarde ese día, se detectó un ojo usando imágenes de radar con base en Brownsville, Texas, aunque las tormentas que lo rodeaban seguían siendo bastante escasas.
A las 02:00 UTC del 7 de septiembre, Hermine tocó tierra cerca de Matamoros, México, con vientos máximos sostenidos de 70 mph (110 km/h) y una presión barométrica mínima de 989 mbar (hPa; 29,21 inHg); esta fue la intensidad máxima del ciclón. Después de desembarcar, Hermine se debilitó lentamente y avanzó hacia el norte, hacia Texas. A las 00:00 UTC del 8 de septiembre, el ciclón tropical que se debilitaba degeneró a depresión tropical cerca de Mason, Texas. Sin embargo, las ráfagas de Hermine se mantuvieron mucho más fuertes que sus vientos sostenidos. Poco después de la degradación, el NHC transfirió sus responsabilidades de monitoreo de ciclones al Centro de Predicción Hidrometeorológica (HPC). Para entonces, la tormenta que se estaba debilitando había perdido la mayor parte de sus características de ciclón tropical, y una larga línea de tormentas eléctricas se extendía hacia el sur y seguía la ruta interestatal 35. Se determinó que Hermine se había debilitado a un área remanente de baja presión sobre Oklahoma a las 18:00 UTC del 9 de septiembre, antes de disiparse sobre Kansas al día siguiente.

## Preparativos
Antes de que Hermine tocara tierra, las autoridades mexicanas emitieron órdenes de evacuación para zonas del norte de Tamaulipas. Se estima que unas 3,500 personas atendieron estas advertencias. En Texas, el Centro de Operaciones Estatales celebró una conferencia sobre la tormenta tropical Hermine para discutir los planes de emergencia. Seis equipos de rescate por inundaciones se pusieron en alerta; Mass Care y la Cruz Roja Americana estaban preparados para instalar refugios; diez vehículos militares de alto perfil de Texas, junto con helicópteros UH60 y CH47, estaban en alerta para posibles labores de socorro por inundaciones. En la tarde del 6 de septiembre, gran parte del sur de Texas estaba bajo alerta de inundaciones repentinas debido a la amenaza de lluvias torrenciales. Las alertas de tornado se extendieron desde la costa hasta el norte de Texas a lo largo del lado derecho de la tormenta. Mientras Hermine producía fuertes lluvias desde Texas hasta Missouri, el Servicio Meteorológico Nacional emitió advertencias de inundaciones repentinas para muchas áreas. En un momento dado, todo el estado de Oklahoma fue puesto bajo alerta de inundaciones repentinas y la mayoría de los condados del sureste estaban bajo advertencias.

## Impactos

### Centroamérica

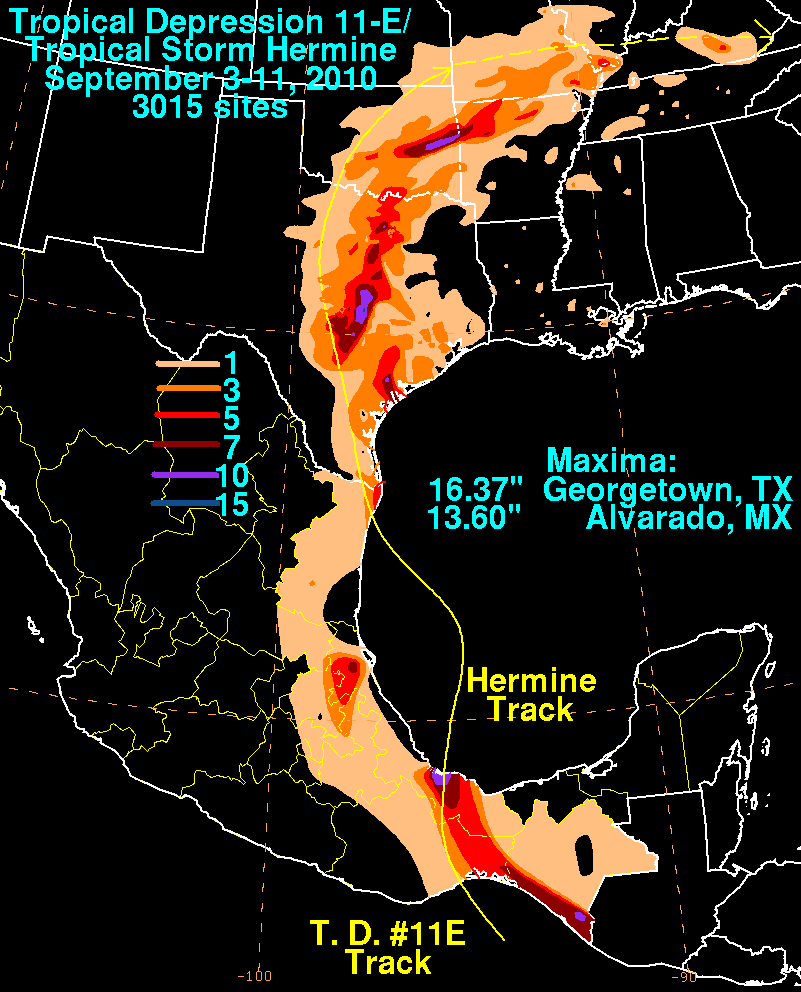
Precipitaciones de la depresión tropical Once-E y la tormenta tropical Hermine en México y Estados Unidos

En Guatemala, las fuertes lluvias asociadas con el flujo monzónico y la Depresión Tropical Once-E provocaron numerosos deslizamientos de tierra en todo el país. A lo largo de la Carretera Interamericana, 41 personas murieron después de que deslizamientos consecutivos sepultaran un autobús y a los rescatistas que intentaban rescatar a los sobrevivientes del vehículo atrapado. El primer deslizamiento de tierra causó la muerte de 12 personas en el autobús. Cientos de rescatistas acudieron al lugar para intentar salvar al mayor número posible de personas; sin embargo, un segundo deslizamiento de tierra golpeó el mismo lugar, sepultando a cientos de personas. Según informes de prensa, al menos 41 personas murieron a lo largo de la carretera y se cree que más de 100 más han fallecido. En todo el país, las autoridades informaron que se produjeron 30 deslizamientos de tierra. Uno de ellos causó la muerte de cuatro personas más tras destruir su vivienda en Quetzaltenango. En todo el país, los daños se estimaron en $500 millones.
Las fuertes lluvias en Costa Rica asociadas al sistema provocaron un deslizamiento de tierra que mató a tres personas y desplazó a cientos.

### México

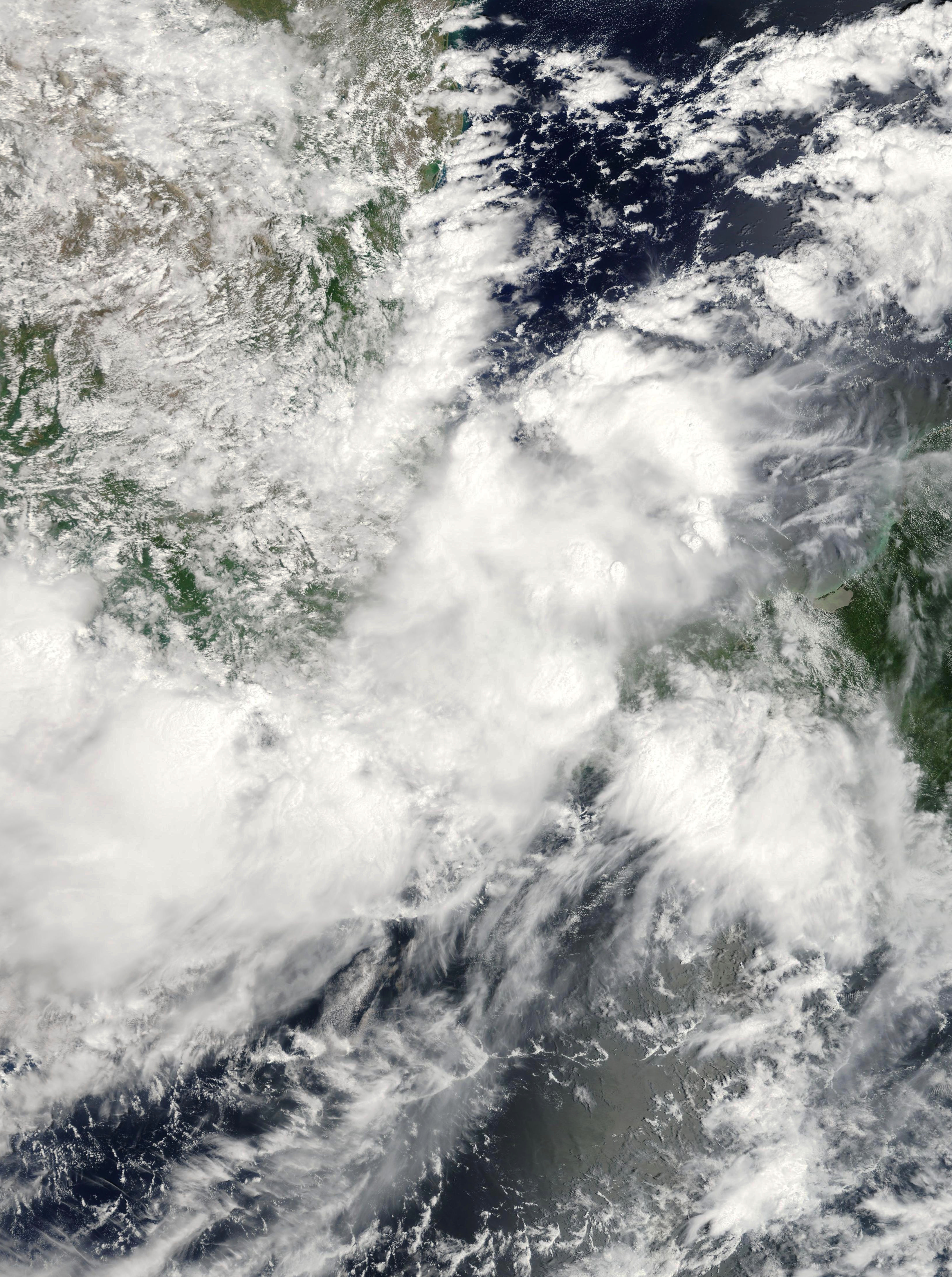
La depresión tropical Once-E sobre el centro de México el 4 de septiembre

Se reportó un fuerte impacto en el sur de México y varios ríos se desbordaron en la costa de Oaxaca, por lo que se emitió alerta roja (alta). Un total de 50.000 personas se vieron afectadas por la depresión en México. Se sabe que al menos 46 personas fueron asesinadas en todo Oaxaca.
El sistema produjo lluvias intensas localizadas en Veracruz, con un pico de 350 mm (13.6 pulgadas) en Alvarado. En el norte de México, las precipitaciones superiores a 76 mm (3 pulgadas) se limitaron a las zonas costeras. En el norte de Tamaulipas, vientos con fuerza de tormenta tropical derribaron árboles, cables eléctricos y dañaron varias estructuras. En Matamoros se registraron vientos sostenidos de 85 km/h (53 mph) y ráfagas de 108 km/h (67 mph). Al menos 20 viviendas resultaron dañadas en toda la ciudad; no hubo pérdidas de vidas ni heridos.

### Estados Unidos
A lo largo de su trayectoria en Estados Unidos, la tormenta Hermine produjo fuertes lluvias, especialmente en la zona este del sistema. Tras debilitarse a depresión tropical, Hermine desató lluvias torrenciales sobre la región montañosa de Texas, alcanzando un máximo de 416 mm (16,37 pulgadas) en Georgetown. También se registraron fuertes lluvias en Oklahoma, Arkansas y hasta Kentucky, al este. En estos estados, las precipitaciones alcanzan un máximo de 13,42 pulgadas (341 mm), 9,81 pulgadas (249 mm) y 6,7 pulgadas (170 mm) respectivamente. También cayeron áreas dispersas de lluvia moderada a fuerte en Luisiana, Missouri, Illinois y Mississippi. En total, la tormenta provocó ocho muertes, siete en Texas y una en Oklahoma, además de daños estimados en $240 millones.

#### Texas

Radar imagen de la tormenta tropical Hermine moviéndose por el sur de Texas el 7 de septiembre

En Texas, se registraron fuertes vientos en Harlingen, donde los vientos sostenidos alcanzaron los 95 km/h (59 mph) y las ráfagas alcanzaron los 117 km/h (73 mph). En otras partes de Texas, grandes áreas del estado al este del centro de Hermine registraron vientos huracanados. A lo largo de la costa, el sistema también provocó una marejada ciclónica, que alcanzó un máximo de 1 m (3,4 pies) en Port Aransas. Los daños en la zona baja del Valle del Río Grande fueron, en general, menores. Algunos árboles y cables eléctricos fueron derribados por los fuertes vientos, lo que provocó cortes de electricidad en la zona. Cerca de 30,000 clientes se quedaron sin electricidad en algún momento durante la tormenta en la región. Los condados de Cameron y Willacy fueron los más afectados. En el centro de Texas, se estima que 100,000 viviendas se quedaron sin electricidad, principalmente en el condado de Bexar, debido a la caída de árboles. Según estudios de la región, la tormenta derribó aproximadamente 300 árboles. En Georgetown, donde cayeron las lluvias más intensas, los parques de casas rodantes y la cercana I-35 se inundaron, lo que provocó algunas evacuaciones.
En todo el estado, cientos de equipos de rescate tuvieron que realizar rescates por inundaciones. En algunas zonas, se registraron inundaciones de hasta 1,5 m (5 pies) de profundidad. En el condado de Johnson, se realizaron más de 60 rescates acuáticos tras inundaciones repentinas que inundaron numerosas viviendas. Según el jefe de bomberos de Alvarado, Richard Van Winkle, "Esto es lo peor que he visto". En la ciudad, una persona murió después de que condujera su automóvil por una calle inundada y fuera arrastrado por la corriente. En Arlington, 90 personas tuvieron que ser evacuadas de un edificio de apartamentos tras la inundación de un arroyo cercano, dejando algunas habitaciones bajo 2,4 metros de agua. Más de 50 viviendas sufrieron graves daños y fueron finalmente adquiridas por la ciudad un año después. El arroyo también arrasó un barrio cercano con tanta fuerza que arrancó árboles a su paso. En el condado de Bell, las graves inundaciones causaron la muerte de una joven de 19 años, quien se ahogó cuando su coche fue arrastrado por una carretera inundada.

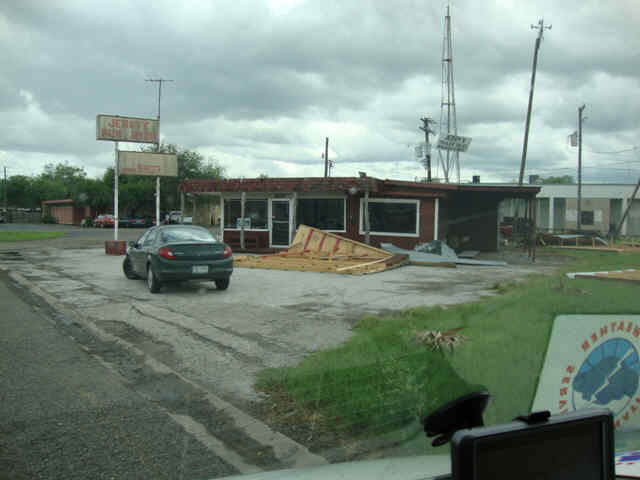
Daños causados por el viento de la tormenta tropical Hermine en Kingsville, Texas

Varios tornados se generaron en todo Texas como resultado de Hermine. Se confirmó un breve tornado EF0, que causó pocos daños, cerca de Moulton, Texas. El tornado más fuerte golpeó Dallas justo al oeste de North Westmoreland Road, cerca de La Reunion Parkway, dañando varias estructuras. Este tornado fue posteriormente clasificado como EF2, con vientos estimados de 185 km/h (115 mph). Fue el tornado más fuerte que azotó Dallas desde un F4 en 1974. En el norte de Texas, se confirmaron seis tornados y es probable que varios más toquen tierra en otras partes del estado.
Según la Cruz Roja, un total de 843 viviendas fueron afectadas por la tormenta en todo Texas; 68 fueron destruidas, 231 sufrieron daños mayores y 283 recibieron daños menores. Otra muerte relacionada con las inundaciones tuvo lugar en el condado de Johnson. En Jamaica Beach, Texas, una mujer se ahogó en una corriente de resaca relacionada con el Hermine que se aproximaba y otras personas necesitaron ser rescatadas.

#### Oklahoma
Después de atravesar Texas, los restos de Hermine produjeron lluvias generalizadas, localmente intensas, en Oklahoma, que provocaron inundaciones importantes. Una persona murió en el estado como resultado del paso de Hermine. Casi todo el condado de Sequoyah quedó bajo el agua, lo que provocó graves daños a la infraestructura. Casi 48 km (30 mi) fueron arrasados por las inundaciones. Las estimaciones preliminares estimaron los daños en el condado en $2.5 millones. Se produjeron cortes de electricidad dispersos en el estado, principalmente atribuidos a tornados. La Compañía de Gas y Electricidad de Oklahoma reportó aproximadamente 5000 cortes. El Servicio Meteorológico Nacional confirmó tres tornados relacionados con Hermine, incluyendo uno de categoría EF0 que azotó Lone Grove, una localidad devastada por un tornado de categoría EF4 en febrero de 2009. En Colbert, un tornado EF1 destruyó una vivienda e hirió a un camionero tras volcar su vehículo. Durante la mañana del 9 de septiembre, una segunda ronda de lluvias cayó en la zona este del estado, lo que provocó más inundaciones. A lo largo de la carretera US 69, un tramo de la carretera quedó cubierto por varios metros de agua. Otras carreteras estatales también se inundaron; sin embargo, la mayor parte del agua retrocedió esa tarde.

## Consecuencias

### Guatemala
En respuesta a la importante pérdida de vidas a lo largo de la Carretera Interamericana, el presidente guatemalteco Álvaro Colom declaró el estado de emergencia en el país. El 6 de septiembre, el presidente Colom declaró un día nacional de luto por las víctimas de la tormenta.

### Estados Unidos
Tras los informes de inundaciones generalizadas provenientes de Texas, se emitieron órdenes de evacuación para algunas de las zonas más afectadas y se abrieron siete refugios en cuatro condados. El Ejército de Salvación instaló unidades móviles de alimentación a lo largo de la carretera interestatal 35 para apoyar las operaciones de respuesta a las inundaciones. Tras las graves inundaciones causadas por la tormenta tropical Hermine, el gobernador de Texas, Rick Perry, declaró 40 condados afectados como zonas de desastre y solicitó que 13 de ellos se convirtieran en zonas de desastre federales. Tan solo dos días después del paso de la tormenta, las reclamaciones de seguros habían alcanzado los $75 millones y se esperaba que superaran los $100 millones. A principios de octubre, la Agencia Federal para el Manejo de Emergencias (FEMA) rechazó las solicitudes del gobernador Perry para los 13 condados, afirmando que los daños no eran lo suficientemente importantes como para justificar ayuda federal. Sin embargo, se argumentó que, dado que la mayoría de las comunidades más afectadas eran áreas rurales con recursos limitados, necesitarían ayuda para recuperarse. El 12 de octubre, el gobernador Rick Perry presentó una apelación formal al presidente Barack Obama para que reconsiderara la denegación de asistencia pública. Tras nuevas evaluaciones de daños, el gobernador Perry también declaró que se necesitaban al menos $13 millones para reparar las pérdidas. Tras esta apelación, FEMA volvió a negar la asistencia federal. El 10 de noviembre, la Administración de Pequeñas Empresas de EE. UU. aprobó una declaración de desastre para 18 condados de Texas, permitiendo a los residentes solicitar préstamos de bajo interés.
El 10 de septiembre, el gobernador de Oklahoma, Brad Henry, declaró el estado de emergencia para 13 condados y luego solicitó asistencia federal para el condado de Sequoyah. Sin embargo, la solicitud de ayuda federal fue posteriormente denegada por FEMA.